# Testamento di Aulo Quintilio Prisco

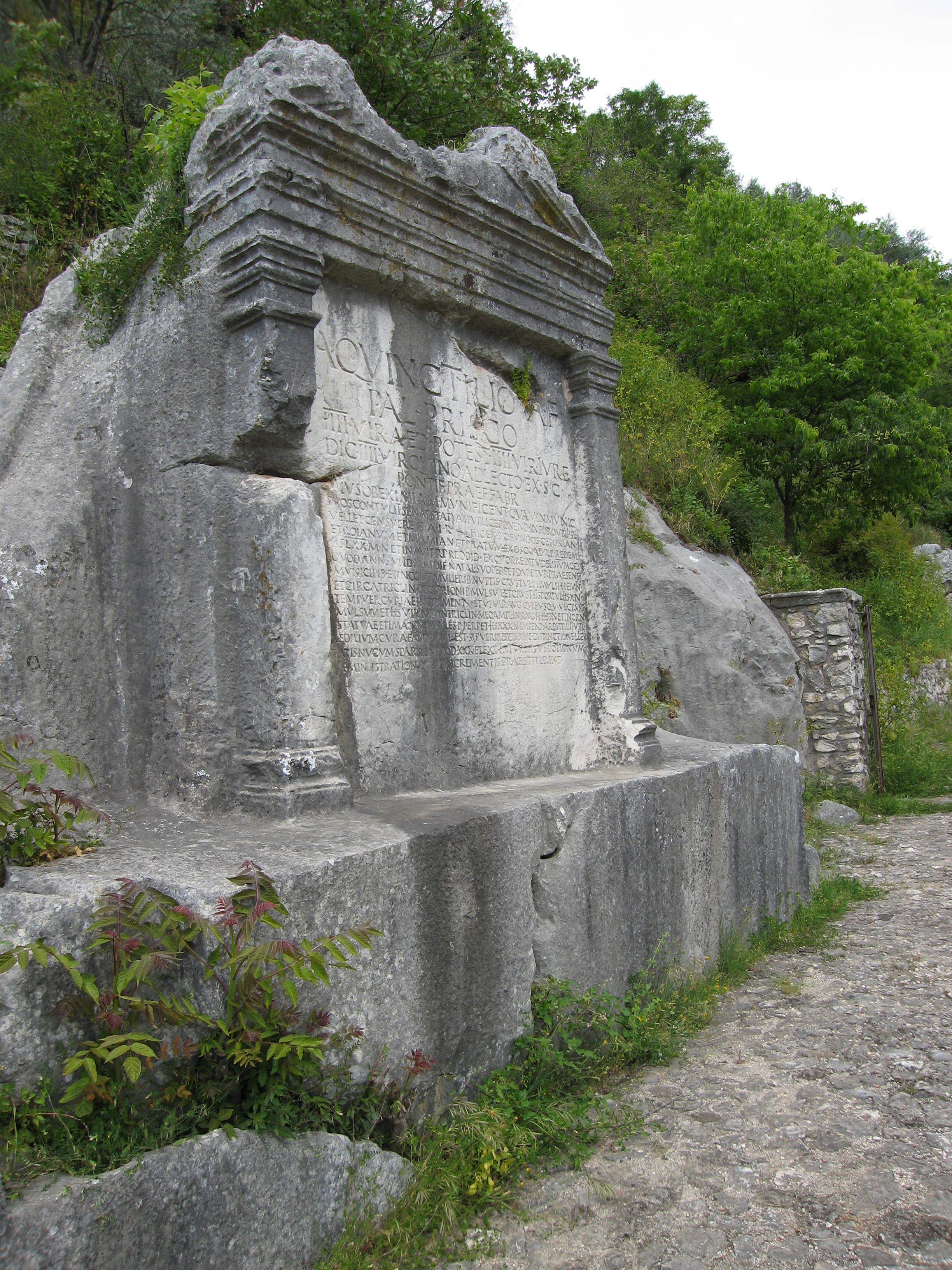

Il Testamento di Aulo Quintilio Prisco è una lapide epìgrafica scolpita nella roccia contenente il testamento di un importante cittadino della città di Ferentino vissuto in epoca romana nel I secolo d.C.
Si presenta come edicola rettangolare al di sotto di un frontone triangolare che ne completa la decorazione ed è posta fuori Porta Casamari a Ferentino su un terrazzo a cui si accede da un sentiero.
È un monumento rarissimo che si fa risalire all'epoca di Traiano (II sec. d.C.).

## Descrizione
Il masso di roccia calcarea ha un'altezza di m. 2.40 e una larghezza di m. 2.53.
La base dell'edicola misura m. 6.80 di lunghezza metri 1.20 di altezza.
È situato nel luogo dove anticamente sorgeva il foro, esterno alla città, sulla via Casamari, e dove furono eretti i monumenti agli Imperatori ed ai Patroni dei Municipio.
Ricavato dalla viva roccia della collina, è l'unico monumento superstite del secolo II d. C.

## Storia
Aulo Quintilio fu uno dei personaggi più in vista; quadrunviro per l'edilizia e la giustizia, quinquennale aggiunto per decreto del Senato Ferentinate.
Per la sua munificenza verso la propria città, a favore della quale aveva riscattato i fondi rurali di Ceponiano, Mamiano e Prato, spendendo settantamila sesterzi il Senato gli fece erigere una statua nel Foro.
Un'epigrafe incisa nella viva roccia, a forma di edicola, di dimensioni 2,50 x 2,40 metri, riporta le ultime volontà di Aula Quintilio a favore del suo Municipio.
In sintesi nell'iscrizione è detto che il munifico testatore lascia in eredità a Ferentino i suoi beni immobili (casa e terreni) e stabilisce che ogni cinque anni, nel giorno del suo compleanno, che ricorreva il 9 maggio, una parte delle rendite sia in denaro che in natura (vino Melato, focacce e noci) venisse elargita al popolo; in perpetuo dovevano essere spesi anche trenta sesterzi per il decoroso mantenimento della statua e dei ritratti di Aulo Quintilio.